# Aino-Kaisa Pekonen
Pour les articles homonymes, voir Pekonen.
Aino-Kaisa Ilona Pekonen (née Hirviniemi le 24 janvier 1979 à Riihimäki), est une femme politique finlandaise de l'Alliance de gauche. 
De 2019 à 2021, elle est ministre finlandaise des Affaires sociales et de la Santé dans les gouvernements Rinne et Marin.

## Biographie
Née à Riihimäki en 1979, Aino-Kaisa Pekonen grandit dans une famille politique active, ses parents étant membre de l'Alliance de gauche au Conseil municipal. 
Elle obtient son diplôme d'infirmière de l'école de soins de santé d'Hyvinkää (fi) en 2000.
Elle est élue à l'Eduskunta lors des élections d'avril 2011 pour le district de Häme. En parallèle, elle est membre du conseil général de sa ville natale, Riihimäki.
En janvier 2016, elle se porte candidate au poste de cheffe du parti de l'Alliance de gauche mais finit par se retirer de la course en juin après avoir perdu le vote des membres face à Li Andersson.
Le 6 juin 2019, elle est nommée ministre des Affaires sociales et de la Santé lors de la formation du gouvernement Rinne. Le 10 décembre 2019, lors du changement de gouvernement, Aino-Kaisa Pekonen conserve son poste.

## Résultats électoraux
| Élections municipales | Élections municipales | Élections municipales | Élections municipales | Élections municipales |
| Année                 | Lieu                  | Voix                  | Résultats             |                       |
| --------------------- | --------------------- | --------------------- | --------------------- | --------------------- |
| 2004                  | Riihimäki             | 126                   | élue                  | [ 7 ]                 |
| 2008                  | Riihimäki             | 544                   | élue                  | [ 7 ]                 |
| 2012                  | Riihimäki             | 467                   | élue                  | [ 7 ]                 |
| 2017                  | Riihimäki             | 710                   | élue                  | [ 8 ]                 |
| 2021                  | Riihimäki             | 286                   | élue                  | [ 9 ]                 |

| Élections législatives | Élections législatives | Élections législatives | Élections législatives | Élections législatives |
| Année                  | Lieu                   | Voix                   | Résultats              |                        |
| ---------------------- | ---------------------- | ---------------------- | ---------------------- | ---------------------- |
| 2007                   | Häme                   | 1 524                  | non élue               | [ 7 ]                  |
| 2011                   | Häme                   | 4 010                  | élue                   | [ 7 ]                  |
| 2015                   | Häme                   | 5 487                  | élue                   | [ 10 ]                 |
| 2019                   | Häme                   | 6 872                  | élue                   | [ 11 ]                 |

| Élections européennes | Élections européennes | Élections européennes | Élections européennes |
| Année                 | Voix                  | Résultats             |                       |
| --------------------- | --------------------- | --------------------- | --------------------- |
| 2009                  | 2 799                 | non élue              | [ 7 ]                 |

## Vie personnelle
Aino-Kaisa Pekonen est mariée à Henri Pekonen depuis 2003 et ils ont trois fils, Toivo, Väinö et Unto.
Son frère est l'acteur Aku Hirviniemi (en).